# Lis Er Stille
LISERSTILLE (tidligere Lis Er Stille) er en dansk alternativ musikgruppe. Gruppen blev dannet i Århus i 2004 som et projekt mellem forsangeren Martin Byrial og den surrealistiske kunstmaler Vindril, der ønskede at skabe en musik, der matchede malerierne.
Debutalbummet, The Construction of the AmpTrain, udkom i 2006. Året efter kom Apathobvious, der modtog fire ud af seks stjerner i musikmagasinset GAFFA. I 2010 udkom det tredje album, The Collibro, der kun modtog to ud af seks stjerner i GAFFA. Den næste album, NOUS, udkom i 2012 og fik fire ud af seks stjerner i GAFFA.
In 2015 ændrede bandet deres officielle navn fra Lis Er Stille til LISERSTILLE.

## Diskografi
- 2006: The Construction of the AmpTrain
- 2007: Apathobvious
- 2010: The Collibro
- 2012: NOUS
- 2013: Flight of Belljár
- 2015: Empirical Ghost
- 2016: Midnight Wave (Live at Radar 2015)
- 2019: Ilt